# Vozovna Libeň
Vozovna Libeň je bývalá tramvajová vozovna v Praze, která stojí v Libni v ulici Švábky čp. 470 mezi křižovatkou Palmovka a Sídlištěm Invalidovna.

## Historie
Pro Křižíkovu elektrickou dráhu Praha – Libeň – Vysočany se podle původních projektů z let 1893 a 1894 předpokládalo zřídit vozovnu v Karlíně nebo na Libušáku. Při zahájení provozu dráhy měl nakonec František Křižík k dispozici malou vozovnu v ulici Švábky, jejíž hala obsahovala celkem pět kolejí. Tyto však nebyly obsluhovány z kolejové harfy, ale z posuvny, a dalo se na ně odstavit celkem 24 vozů; připravena byla i rezerva pro šestou kolej.
Elektrické podniky po převzetí vozovny v roce 1907 posuvnu zrušily a nahradily ji klasickou kolejovou harfou. Prodloužením remízních kolejí do prostoru rušené akumulátorovny v zadní části haly se získalo nové místo (rok 1909). O rok později byla vozovna zásadně rozšířena prodloužením stávající haly o 40 metrů směrem k ulici Švábky a také přístavbou nové lodi (zprovozněna 19. října 1910). Celkem tak měla remíza 12 kolejí pro 62 vozů. Při této přestavbě se poprvé použila vjezdová vrata s otvorem pro nepřerušený průchod troleje do samotné haly, kam se vjíždělo setrvačností a obsluhující personál stahoval a znovu nasazoval během jízdy sběrač. Toto uspořádání vrat se jako osvědčené rozšířilo do ostatních vozoven. Novinkou také byly první samostatné šatny a umývárny pro zaměstnance. Aby se manipulace s vlečnými vozy co nejvíce zjednodušila, odstavovaly se od roku 1912 na odstavnou kolej u Kolbenky a od roku 1913 také na spojovací kolej v ulici U Brusnice na Hradčanech. Pro usnadnění jejich večerního zatahování a ranního vyjíždění byla roku 1924 v ulici Švábky zřízena druhá manipulační kolej a odpojené vozy zde přesouval pracovní vůz.
Od 20. let 20. století se brala společně s nedalekou vozovnou Karlín jako jeden organizační celek. Měly společnou výpravnu a k roku 1924 z obou vyjíždělo 76 vozů (56 motorových a 20 vlečných). Dne 10. března 1951 bylo z obou vozoven vypraveno 34 motorových a 58 vlečných vozů na linky č. 5, 8, 10, 15 a 19, které večer všechny zatáhly do nové vozovny Hloubětín, čímž v libeňském i karlínském areálu ustal pravidelný provoz.
K odpojení vozovny od kolejové sítě elektrických drah došlo 12. července 1951 a následně byla rekonstruována na vozovnu trolejbusů (provoz zahájen 5. ledna 1952). Roku 1957 byla v severní lodi zřízena mechanická dílna pro opravu součástek čtyřnápravových tramvají. Po ukončení provozu trolejbusů v roce 1972 byl areál až do roku 1985 jedním z pracovišť pro opravy autobusů.

### Po roce 1989
V areálu jsou garáže a dílny autoprovozu vrchní stavby jednotky Dopravní cesta Tramvaje pražského Dopravního podniku. Objekt vozovny si zachoval původní podobu a stále stojí také budova bývalé Křižíkovy elektrárny a komín původní kotelny.